# カラナグ
『カラナグ』（原題：Elephant Boy）は、1937年に製作されたイギリスの映画である。
小説『ジャングル・ブック』の一篇「象使いトゥーマイ」を原作としている。ゾルタン・コルダとドキュメンタリー映画製作者のロバート・フラハティが監督を務め、サブーの映画デビュー作かつ初主演作となった。ヴェネツィア国際映画祭で最優秀監督賞を受賞。
別題に『象使いの少年』『カラナグと象少年』がある。

## キャスト
| 役名           | 俳優                             | 日本語吹替 | 日本語吹替   |
| 役名           | 俳優                             | NHK版      | フジテレビ版 |
| -------------- | -------------------------------- | ---------- | ------------ |
| トゥーマイ     | サブー                           | 古川清     | 田上和枝     |
| 父親           | W・E・ホロウェイ                 | 田中志幸   | 伊藤克己     |
| ピーターセン   | ウォルター・ハッド               | 村瀬正彦   |              |
| マチュア       | アラン・ジーズ                   | 松村彦次郎 |              |
| ラーム         | ブルース・ゴードン               | 熊倉一雄   |              |
| ハンター       | D・J・ウィリアムス               | 永山一夫   |              |
| コミッショナー | ウィルフリッド・ハイド＝ホワイト |            |              |

- NHK版：初回放送1962年1月27日『劇映画』14:00-15:30[3]
- フジテレビ版：初回放送1963年8月12日『テレビ名画座』15:00-16:45